# Svartpunkterad lövmätare
Svartpunkterad lövmätare, Scopula nigropunctata är en fjärilsart som beskrevs av Achille Guenée 1858.
Svartpunkterad lövmätare ingår i släktet Scopula och familjen mätare, Geometridae. Arten är en tillfällig gäst i både Sverige och Finland. I Sverige är arten än så länge endast funnen i Skåne, Blekinge och på Gotland. Fyra underarter finns listade i Catalogue of Life, Scopula nigropunctata chosensis  Bryk 1948, Scopula nigropunctata imbella Warren 1901, Scopula nigropunctata subcandidata Walker 1862 och Scopula nigropunctata subimbella Inoue, 1958.

## Bildgalleri

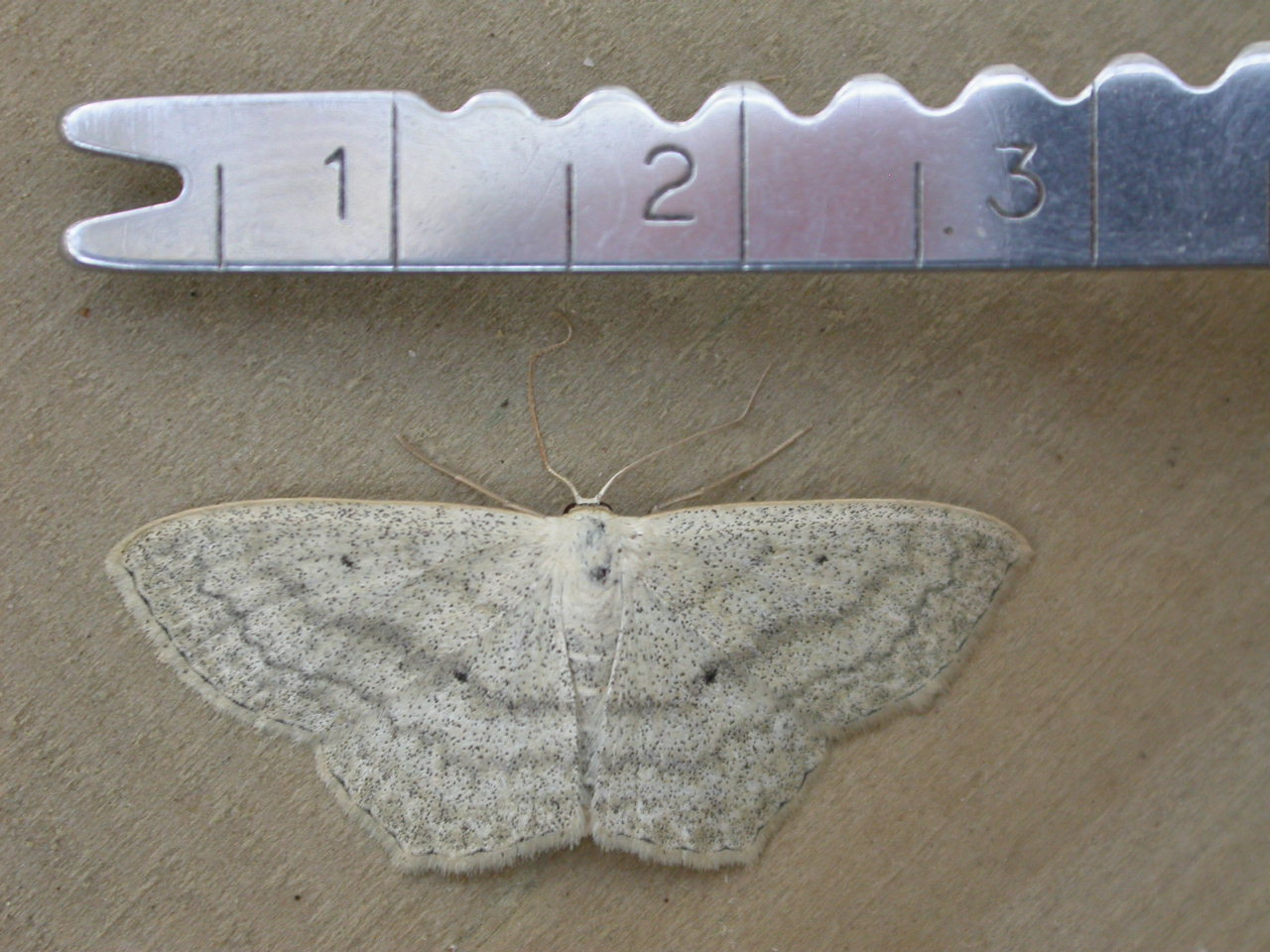
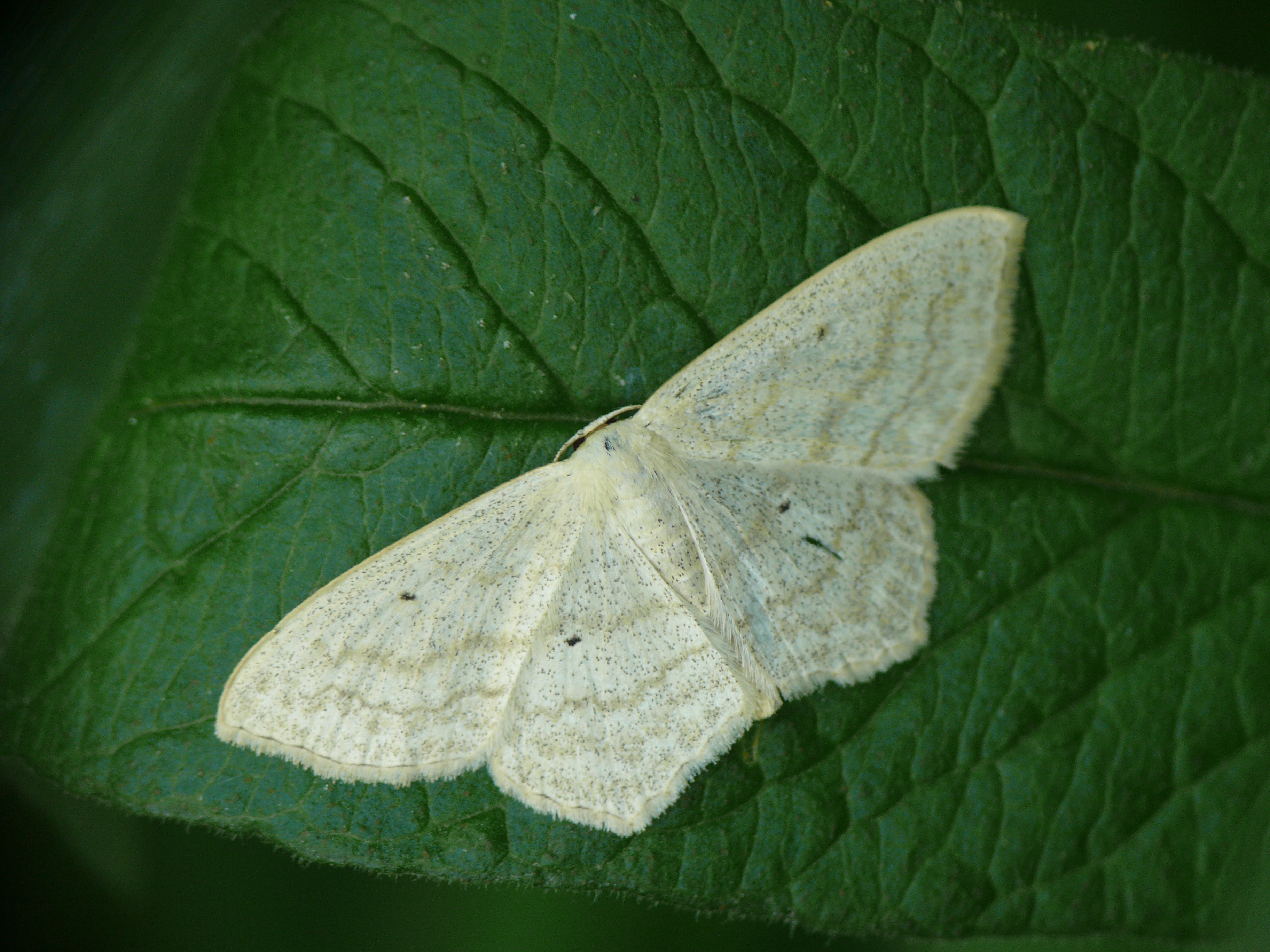
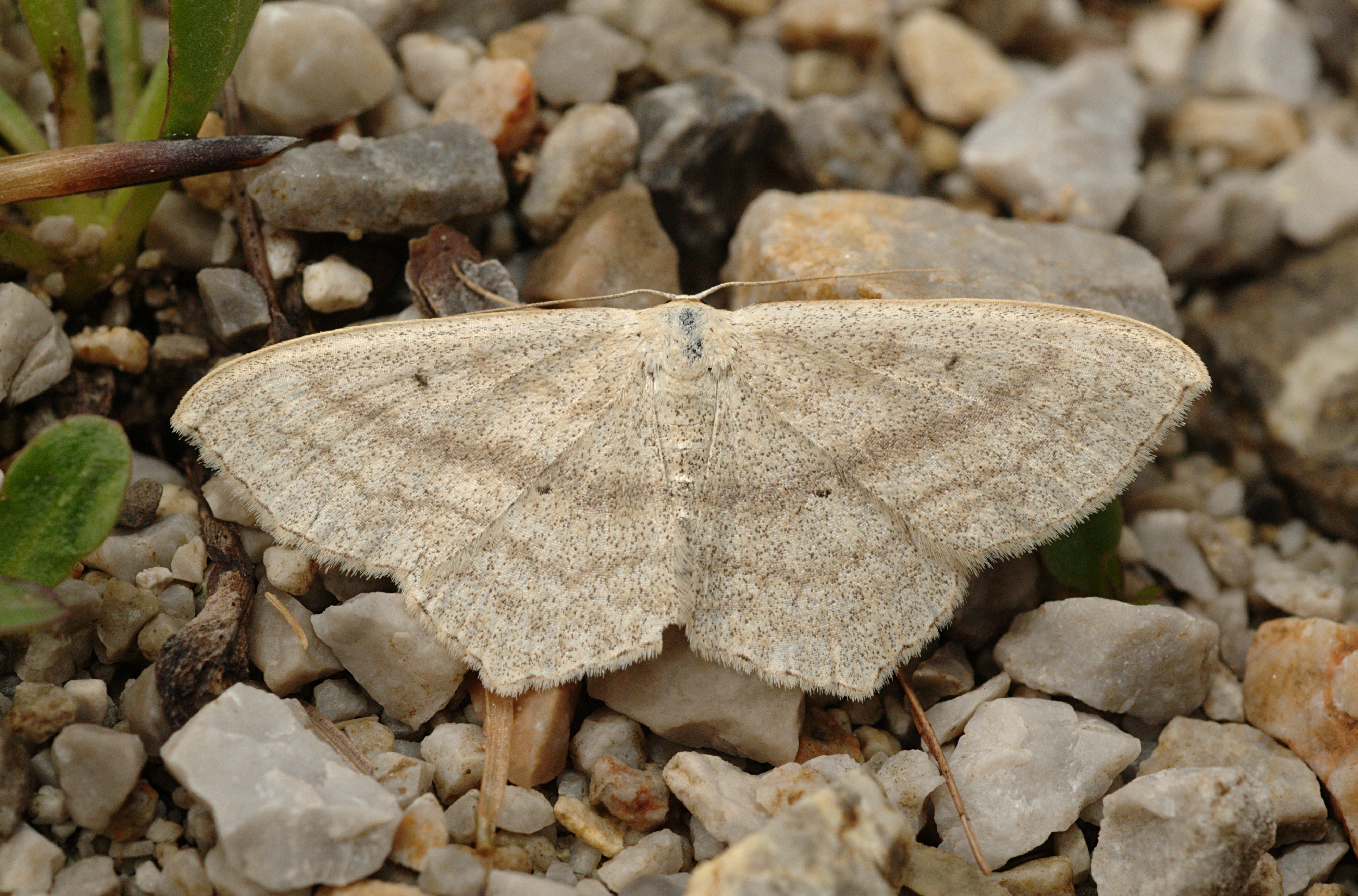